# Bramfield (Hertfordshire)
Bramfield – wieś i civil parish w Anglii, w Hertfordshire, w dystrykcie East Hertfordshire. W 2011 civil parish liczyła 266 mieszkańców. Bramfield jest wspomniana w Domesday Book (1086) jako Brandefelle.